# Adolf Lüben
Adolf Anton Theodor Lüben, auch Adolph Lüben (* 21. November 1863 in Kritzow; † 7. März 1951 in Grevesmühlen) war ein deutscher DDP- und CDU-Politiker sowie Amtshauptmann in Grevesmühlen und MdL.

## Leben
Adolf Lüben wurde als Sohn des Lehrers und Tischlers Johann Georg Lüben und dessen Frau Christine Margarethe, geb. Elwert, in Kritzow bei Wismar (heute ein Ortsteil von Hornstorf) geboren. Er besuchte die Mittelschule und absolvierte nach 1877 eine Müllerlehre. Um seine Lehrerausbildung zu finanzieren, arbeitete Lüben zunächst einige Jahre als Müller in Wismar, bevor er von 1882 bis 1890 den Präparandenkurs und die Lehrerbildungsanstalt in Neukloster besuchen konnte. Lüben war von 1890 bis 1905 Lehrer in Stavenhagen, durch Heirat wechselte er 1905 nach Berlin, wo er bis 1909 zwei Verkaufsstellen leitete. Nach seiner Rückkehr nach Mecklenburg war Lüben bis 1920 Lehrer in Welzin. Politisch hatte er sich in der Weimarer Zeit der DDP angeschlossen. 1919 wurde er zum stellvertretenden Amtshauptmann in Grevesmühlen gewählt, 1921 löste er den sozialdemokratischen Amtshauptmann Heinrich Sauer ab und übte das Amt bis zur Machtergreifung der Nationalsozialisten aus. Wegen seiner Weigerung, sich der NSDAP anzuschließen, wurde Lüben 1933 schließlich aus dem Amt entfernt.
Nach dem Zweiten Weltkrieg gründete Adolf Lüben zusammen mit dem Seifenfabrikant Georg Marx, dem Sparkassendirektor Moeller und dem Kaufmann Zeppner und einigen ehemaligen Wehrmachtsoffizieren die Grevesmühlener CDU. Trotz seiner 82 Lebensjahre wirkte Lüben im örtlichen Blockausschuss der antifaschistischen Parteien und im Entnazifizierungsausschuss mit. Bei den Landtagswahlen 1946 erhielt Lüben ein Mandat und eröffnete den Landtag Mecklenburg-Vorpommern als Alterspräsident. Auf dem Landesparteitag der CDU am 28. April 1946 wurde Lüben in den Landesvorstand gewählt, zwei Jahre später ernannte ihn der Landesparteitag zum Ehrenvorsitzenden. Nach außen trat Lüben nur noch wenig in Erscheinung. Er legte sein Landtagsmandat nach der Parteisäuberung im Februar 1950 vorzeitig nieder und verstarb im Alter von 87 Jahren in Grevesmühlen.